# Österreichische Aviatik (Berg) C-Typen
Die von der Österreichischen Aviatik entwickelten Berg C-Typen, nicht zu verwechseln mit der C.I und C.II der deutschen Firma Aviatik, waren für die K.u.k. Luftfahrtruppen entwickelte Aufklärungsflugzeuge im Ersten Weltkrieg.

## Entwicklung
Die Aviatik C.I war von Konstrukteur Dipl.-Ing. Julius von Berg parallel zur D.I 1916 entwickelt und gebaut worden. Die Maschine wurde neben der Hansa-Brandenburg C.I das meistgeflogene C-Flugzeug der K.u.k. Luftfahrttruppen. Aviatik baute die Reihen 37 und 137 mit 185 bzw. 200 PS Austro-Daimler-Motoren. Lohner fertigte die Serien 114 und 214, Lloyd die Serie 47, W.K.F. die Serien 83 und 183 und schließlich M.A.G. die Serie 91.
Der Prototyp der verbesserten Bauart C.II (30.26) flog erstmals 1918. Er kam nicht mehr zur Produktion.

## Technische Daten
| Kenngröße                               | Berg C.I                              | Berg C.II                   |
| --------------------------------------- | ------------------------------------- | --------------------------- |
| Verwendungszweck                        | Aufklärer                             | Aufklärer                   |
| Baujahr                                 | 1917                                  | 1918                        |
| Besatzung                               | 2                                     | 2                           |
| Länge                                   | 7,67 m                                | 7,55 m                      |
| Spannweite                              | 8,38 m                                | 11,20 m                     |
| Höhe                                    | 2,97 m                                | 3,55 m                      |
| Flügelfläche                            | 24,80 m²                              | 34,50 m²                    |
| Leermasse                               | 645 kg                                | 832 kg                      |
| Startmasse                              | 860 kg                                | 1282 kg                     |
| 6-Zyl. Reihenmotor, flüssigkeitsgekühlt | Austro-Daimler                        | Hiero                       |
| Leistung                                | 185 PS (136 kW)                       | 250 PS (184 kW)             |
| Höchstgeschwindigkeit                   | 180 km/h in NN                        | 175 km/h in NN              |
| Steiggeschwindigkeit                    | 3:30 min auf 1000 m 28 min auf 3000 m | 771 m/min 31 min auf 5000 m |
| Gipfelhöhe                              | 6400 m                                | 6500 m                      |
| Reichweite                              | 400 km                                | 700 km                      |
| Flugdauer                               | 4:30 h                                | 2:30 h                      |
| Bewaffnung                              | 2 MG                                  | 2 MG                        |